# Malgaszi paradicsom-légyvadász
A malgaszi paradicsom-légyvadász (Terpsiphone mutata) a madarak osztályának verébalakúak (Passeriformes) rendjébe és a császárlégykapó-félék (Monarchidae) családjába tartozó faj.

## Előfordulás
A Comore-szigetek, Madagaszkár és Mayotte területén honos, szubtrópusi vagy trópusi száraz és nedves alföldi erdőkben.

## Alfajai
- Terpsiphone mutata singetra - (Salomonsen, 1933) Madagaszkár területén honos
- Terpsiphone mutata mutata - (Linnaeus, 1766) Madagaszkár területén honos
- Terpsiphone mutata comorensis - (A. Milne-Edwards & Oustalet, 1885) Grand Comore szigetén honos
- Terpsiphone mutata voeltzkowiana - (Stresemann, 1924) Mohéli szigetén honos
- Terpsiphone mutata vulpina - (E. Newton, 1877) Anjouan szigetén honos
- Terpsiphone mutata pretiosa - (Lesson, 1847)  Mayotte területén honos

## Megjelenése
A malgaszi paradicsom-légyvadász kis méretű madár, testsúlya 13 gramm. A tojó rozsda színű, a fején egy fekete sáv található. Szeme körül kék bőrkinövés található, amely kevesebb mint 1 milliméter széles. A hímnél ez a bőrkinövés 3 milliméter széles. Torka, hasa, háta és a szárnya felső fele gesztenyebarna színű. A szárnya alsó részének a vége szürke, míg a felső része fehér. Feje fekete és kék ragyogású. A farok közepén található két, 27 centiméter hosszúságú fehér faroktoll. A tojónál ez a faroktoll ritkán hosszabb a többi tollnál 6 centiméterrel.

## Életmódja
Kis repülő rovarokkal táplálkozik, mint például szúnyogok, lepkék és molyok.

## Szaporodása
Szaporodási ideje az esős évszakra esik, szeptembertől januárig tart. Mindkét szülő építi a fészket vékony fűből és pókhálóból, melynek átmérője legalább 6–7 centiméter. A fészek főként fára, 1–4 méter magasságba épül. Fészekalja általában 3 tojásból áll, mely fehér színű és barna foltos. Mindkét szülő kotlik a tojáson 14–16 napon keresztül. A fiókák 10–11 napon belül elhagyják a fészket. Egy szezonban a legtöbb párnak két fészekalja van.

## Fordítás
- Ez a szócikk részben vagy egészben  a   Madagaskar-Paradiesschnäpper című német Wikipédia-szócikk fordításán alapul.  Az eredeti cikk szerkesztőit annak laptörténete sorolja fel. Ez a jelzés csupán a megfogalmazás eredetét és a szerzői jogokat jelzi, nem szolgál a cikkben szereplő információk forrásmegjelöléseként.